# Ronald Firbank
Arthur Annesley Ronald Firbank (Londra, 17 gennaio 1886 – Roma, 21 maggio 1926) è stato uno scrittore britannico.
Nato da una famiglia agiata ed intellettuale, ebbe un carattere ribelle ed anticonformista e per questo i genitori lo spedirono in collegio varie volte. Amante dell'esotico fin dalla giovinezza, studiò alla Uppingham School e nel 1905 entrò nella prestigiosa università di Cambridge, che lasciò nel 1909 (due anni dopo essersi convertito al cattolicesimo) senza aver conseguito la laurea.
Si dedicò a lunghi viaggi ed arrivò in Spagna, Italia (forse la sua meta preferita), Medio Oriente e Nord Africa: proprio in Egitto ebbe un grave problema fisico che gli impedì per molti anni il ritorno in Gran Bretagna, che avvenne solo dopo la conclusione della prima guerra mondiale (nel 1914 venne giudicato infatti inabile alla leva).
Già nel 1905 aveva iniziato la carriera letteraria pubblicando l'opera Odette d'Antrevernes, che non ebbe il successo sperato. Successivamente scrisse i libri La principessa artificiale (1915), Vanagloria (dello stesso anno) e Valmouth (1919). 
Del 1920 è l'opera teatrale La principessa Zoubaroff.
Inclinazioni (1916) è l'opera con cui Firbank lascia trasparire per via indiretta la sua omosessualità: narra infatti la storia, in parte autobiografica, di una ragazza quindicenne di nome Mabel Collins che durante una vacanza in Grecia inizia una storia sentimentale con un conte italiano; anche qui, come nella maggioranza delle opere di Firbank, la trama è d'importanza secondaria rispetto ai dialoghi, dotati di un fine quanto corrosivo umorismo dalle connotazioni camp.
Nel 1921 il soggiorno a Versailles gli offrì spunti per Fiori calpestati (1923) ed il soggiorno ad Haiti nel 1922 per Fuoco nero (1924). 
In questi anni Firbank è molto noto nella capitale inglese e prende parte a tutte le serate mondane e di gala della città, comportandosi da vero dandy (anche se egli fu, soprattutto durante gli ultimi anni di vita, timido e permaloso).
Estimatore di Oscar Wilde, nel 1925 pubblicò il suo romanzo più noto, Sulle eccentricità del cardinal Pirelli, che inizia col cardinale che battezza un cane nella cattedrale, e si conclude quando Sua Eminenza muore di un attacco di cuore mentre insegue, nudo, un chierichetto. 
La sua salute era ormai in frantumi quando, nel 1926, decise di trasferirsi in una pensione romana, dove morì solo e stanco lasciando incompleta la sua ultima opera, The new rythum. È sepolto presso il Cimitero del Verano di Roma.
I suoi lavori letterari, tutti piuttosto brevi, tipico prodotto del gusto liberty, utilizzano un dialogo elegante e raffinato che è stato interpretato come la denuncia della vacuità della società contemporanea; con i suoi personaggi, sciocchi e superficiali ma allegri, egli decide di mostrare una fetta della popolazione dei suoi tempi senza però dare dei giudizi netti, lasciando così che sia il lettore a giudicare.

## Opere tradotte in italiano
- Odette d'Antevernes, 1905 (in: Profumo di sandalo, Novecento, Palermo 1995 ISBN 88-373-0275-4).
- The artificial princess, 1915 (pubbl. 1934), (La principessa artificiale,  in: Il cardinal Pirelli, La principessa artificiale e Fuoco nero, trad. di D. Bonacossa e V. Sereni, Feltrinelli, Milano 1964).
- Vain glory, 1915 (Vanagloria, trad. di Laura Lovisetti Fua, Rizzoli, Milano 1962).
- Inclinations, 1916 (Inclinazioni, trad. di Laura Lovisetti Fuà, Vallecchi, Firenze 1966).
- Caprice, 1917 (Capriccio, trad. di Carlo Brera, Guanda, Parma 1984 ISBN 88-7746-358-9).
- The Princess Zoubaroff - A Comedy, 1920 (La principessa Zoubaroff, a cura di Rita Severi, Novecento, Palermo 2003 ISBN 88-373-0425-0).
- Santal, 1921 (in: Produmo di sandalo, Novecento, Palermo 1995 ISBN 88-373-0275-4).
- The flower beneath the foot, 1923 (Fiori calpestati,  a cura di Salvatore Romano, Novecento, Palermo 1990).
- Sorrow in Sunlight, 1925 (negli U.S.A. Prancing Nigger), (Fuoco nero, in: Il cardinal Pirelli, La principessa artificiale e Fuoco nero, trad. di D. Bonacossa e V. Sereni, Feltrinelli, Milano 1964).
- Concerning the eccentricities of Cardinal Pirelli, 1926 (in: Il cardinal Pirelli, La principessa artificiale e Fuoco nero, trad. di D. Bonacossa e V. Sereni, Feltrinelli, Milano 1964; con il titolo Sulle eccentricità del cardinal Pirelli, Zoe, Forlì 2000 ISBN 88-86865-17-1.
- Derelitto splendore. Racconti giovanili inediti, a cura di Silvio Raffo, Robin, Roma 2014.